# Australie aux Jeux olympiques d'été de 2008
L'Australie participe aux Jeux olympiques d'été de 2008 à Pékin. Il s'agit de sa 26e participation à des Jeux d'été.

## Liste des médaillés australiens

### Médailles d'or
| Sport                 | Discipline                      | Sportifs | Performance        |
| Médailles d'or : 14 s |                                 | |                    |
| Athlétisme            | Saut à la perche (H)            | Steven Hooker | 5,96 m (RO)        |
| Aviron                | Deux de pointe (H)              | Drew Ginn Duncan Free | 6 min 37 s 44      |
| Aviron                | Deux de couple (H)              | Scott Brennan David Crawshay                                                                                                 | 6 min 27 s 77      |
| Kayak                 | 500 m kayak monoplace K1 (H)    | Ken Wallace | 1 min 37 s 25      |
| Natation              | 400 m 4 nages indiv. (F)        | Stephanie Rice | 4 min 29 s 45 (RM) |
| Natation              | 200 m 4 nages indiv. (F)        | Stephanie Rice | 2 min 08 s 45 (RM) |
| Natation              | 100 m papillon (F)              | Libby Trickett | 56 s 73            |
| Natation              | 100 m brasse (F)                | Leisel Jones | 1 min 05 s 17 (RO) |
| Natation              | Relais 4 × 200 m nage libre (F) | Stephanie Rice Bronte Barratt Kylie Palmer Linda Mackenzie Felicity Galvez Angie Bainbridge Melanie Schlanger Lara Davenport | 7 min 44 s 31 (RM) |
| Natation              | Relais 4 × 100 m 4 nages (F)    | Emily Seebohm Leisel Jones Jessicah Schipper Libby Trickett Tarnee White Felicity Galvez Shayne Reese                        | 3 min 02 s 69 (RM) |
| Plongeon              | Haut-vol 10 m (H)               | Matthew Mitcham | 537,95 pts         |
| Triathlon             | Femmes                          | Emma Snowsill | 1 h 58 min 27 s 66 |
| Voile                 | 470 (F)                         | Tessa Parkinson Elise Rechichi                                                                                               |                    |
| Voile                 | 470 (H)                         | Nathan Wilmot Malcolm Page                                                                                                   |                    |

### Médailles d'argent
| Sport                     | Discipline                             | Sportifs | Performance         |
| Médailles d'argent : 15 s |                                        | |                     |
| Athlétisme                | 100 m haies (F)                        | Sally McLellan | 12 s 64             |
| Athlétisme                | 50 km marche (H)                       | Jared Tallent | 3 h 39 min 27 s 00  |
| Aviron                    | 4 de pointe (H)                        | Matt Ryan James Marburg Cameron McKenzie-McHarg Francis Hegerty | 6 min 07 s 85       |
| Basket-ball               | Femmes                                 | Erin Phillips Tully Bevilaqua Jenni Screen Penny Taylor Suzy Batkovic Hollie Grima Kristi Harrower Laura Summerton Belinda Snell Emma Randall Rohanee Cox Lauren Jackson | 65 - 92 (USA)       |
| Cyclisme sur piste        | Vitesse individuel (F)                 | Anna Meares |                     |
| Kayak                     | Kayak monoplace K1 (F)                 | Jacqueline Lawrence | 206,94 pts          |
| Équitation                | Concours complet par équipes           | Clayton Fredericks Lucinda Fredericks Sonja Johnson Megan Jones Shane Rose                                                                                               | 171,20 points       |
| Natation                  | 100 m nage libre (F)                   | Libby Trickett | 53 s 16             |
| Natation                  | 200 m brasse (F)                       | Leisel Jones | 2 min 22 s 05       |
| Natation                  | 100 m nage libre (H)                   | Eamon Sullivan | 47 s 32             |
| Natation                  | 200 m brasse (H)                       | Brenton Rickard | 2 min 08 s 88       |
| Natation                  | 1 500 m nage libre (H)                 | Grant Hackett | 14 min 41 s 53      |
| Natation                  | 4 × 100 m 4 nages (H)                  | Hayden Stoeckel Brenton Rickard Andrew Lauterstein Eamon Sullivan Ashley Delaney Christian Sprenger Adam Pine Matt Targett                                               | 3 min 30 s 04 (ROc) |
| Plongeon                  | Plongeon synchronisé Haut-vol 10 m (F) | Briony Cole Melissa Wu | 335,16 pts          |
| Voile                     | Tornado                                | Darren Bundock Glenn Ashby |                     |

### Médailles de bronze
| Sport                      | Discipline                       | Sportifs | Performance         |
| Médailles de bronze : 17 s |                                  | |                     |
| Athlétisme                 | 20 km marche (H)                 | Jared Tallent | 1 h 19 min 42 s 00  |
| Kayak                      | 1 000 m kayak monoplace (K1) (H) | Ken Wallace | 3 min 27 s 48       |
| Kayak                      | 500 m kayak à quatre (K4) (F)    | Lisa Oldenhof Hannah Davis Chantal Meek Lyndsie Fogarty | 1 min 34 s 70       |
| Canoë                      | Canoë monoplace (C1) (H)         | Robin Bell | 180,59 pts          |
| Hockey sur gazon           | Hommes                           | Jamie Dwyer Liam de Young Robert Hammond Mark Knowles Eddie Ockenden David Guest Luke Doerner Grant Schubert Bevan George Andrew Smith Stephen Lambert Eli Matheson Matthew Wells Travis Brooks Kiel Brown Stephen Mowlam Fergus Kavanagh Des Abbott | 6 - 2 (NED)         |
| Natation                   | Relais 4 × 100 m nage libre (F)  | Cate Campbell Alice Mills Melanie Schlanger Libby Trickett | 3 min 35 s 05 (ROc) |
| Natation                   | 100 m papillon (F)               | Jessicah Schipper | 57 s 25             |
| Natation                   | 4 × 100 m nage libre (H)         | Eamon Sullivan Andrew Lauterstein Ashley Callus Matt Targett | 3 min 09 s 91       |
| Natation                   | 100 m dos (H)                    | Hayden Stoeckel | 53 s 18             |
| Natation                   | Relais 4 × 200 m nage libre (H)  | Patrick Murphy Grant Hackett Grant Brits Nick Ffrost Leith Brodie Kirk Palmer | 7 min 04 s 98       |
| Natation                   | 200 m papillon (F)               | Jessicah Schipper | 2 min 06 s 26       |
| Natation                   | 100 m papillon (H)               | Andrew Lauterstein | 51 s 12             |
| Natation                   | 50 m nage libre (F)              | Cate Campbell | 24 s 17             |
| Softball                   | Femmes                           | Jodie Bowering Kylie Cronk Kelly Hardie Tanya Harding Sandy Lewis Simmone Morrow Tracey Mosley Stacey Porter Melanie Roche Justine Smethurst Danielle Stewart Natalie Titcume Natalie Ward Belinda Wright Kerry Wyborn                               |                     |
| Tir                        | Carabine 50 m tir couché (H)     | Warren Potent | 700,5 pts           |
| Triathlon                  | Triathlon (F)                    | Emma Moffatt | 1 h 59 min 55 s 84  |
| Water polo                 | Femmes                           | Gemma Beadsworth Nikita Cuffe Suzie Fraser Taniele Gofers Kate Gynther Amy Hetzel Bronwen Knox Emma Knox Alicia McCormack Melissa Rippon Rebecca Rippon Mia Santoromito Jenna Santoromito                                                            | 12 - 11 (HUN)       |

## Athlètes australiens

### Athlétisme
| Hommes - 400 m : - Joel Milburn - Sean Wroe - 800 m : - Lachlan Renshaw - 1500 m : - Mitchell Kealey - Jeffrey Riseley - 5000 m : - Collis Birmingham - Craig Mottram - 3000 m steeple : - Youcef Abdi - 4 × 400 m : - Dylan Grant, Clinton Hill, Joel Milburn, Mark Ormrod, John Steffensen, Sean Wroe - 20 km marche : - Luke Adams - Chris Erickson - Jared Tallent - 50 km marche : - Nathan Deakes - Adam Rutter - Jared Tallent - Marathon : - Lee Troop - Saut à la perche : - Paul Burgess - Steven Hooker - Saut en longueur : - Justin Anlezark - Scott Martin - Javelot : - Jarrod Bannister - Lancer du disque : - Benn Harradine | Femmes - 400 m : - Tamsyn Lewis - 800 m : - Tamsyn Lewis - Madeleine Pape - 1500 m : - Lisa Corrigan - Sarah Jamieson - 100 m haies : - Sally McLellan - 3000 m steeple : - Donna MacFarlane - Victoria Mitchell - 20 km marche : - Jane Saville - Kellie Wapshott - Claire Woods - Marathon : - Benita Johnson - Kate Smyth - Lisa-Jane Weightman - Saut à la perche : - Alana Boyd - Saut en longueur : - Bronwyn Thompson - Lancer du disque : - Dani Samuels - Heptathlon : - Kylie Wheeler |

#### Hommes
| Épreuve               | Athlète           | Séries       | Séries | Quarts de finale | Quarts de finale | Demi-finales | Demi-finales | Finale       | Finale             |
| Épreuve               | Athlète           | Résultat     | Rang   | Résultat         | Rang             | Résultat     | Rang         | Résultat     | Rang               |
| --------------------- | ----------------- | ------------ | ------ | ---------------- | ---------------- | ------------ | ------------ | ------------ | ------------------ |
| 400 mètres            | Sean Wroe         | 45.17        | 2e Q   | NC               | NC               | 45.56        | 7e           | -            | -                  |
| 400 mètres            | Joel Milburn      | 44.80        | 2e Q   | NC               | NC               | 45.06        | 3e           | -            | -                  |
| 800 mètres            | Lachlan Renshaw   | 1min 49.19   | 6e     | -                | -                | -            | -            | -            | -                  |
| 1 500 mètres          | Jeffrey Riseley   | 3 min 53.95  | 12e    | -                | -                | -            | -            | -            | -                  |
| 1 500 mètres          | Mitchell Kealey   | 3 min 46.31  | 11e    | -                | -                | -            | -            | -            | -                  |
| 5 000 mètres          | Craig Mottram     | 13 min 44.39 | 5e     | -                | -                | -            | -            | -            | -                  |
| 5 000 mètres          | Collis Birmingham | 13 min 44.90 | 10e    | -                | -                | -            | -            | -            | -                  |
| 3000m steeple         | Youcef Abdi       | 8 min 17.97  | 6e     | NC               | NC               | NC           | NC           | 8 min 16.37  | 6e                 |
| Relais 4 × 400 mètres | Sean Wroe         | 3 min 00.68  | 4e Q   | NC               | NC               | NC           | NC           | 3 min 00.02  | 5e                 |
| Relais 4 × 400 mètres | John Steffensen   | 3 min 00.68  | 4e Q   | NC               | NC               | NC           | NC           | 3 min 00.02  | 5e                 |
| Relais 4 × 400 mètres | Clinton Hill      | 3 min 00.68  | 4e Q   | NC               | NC               | NC           | NC           | 3 min 00.02  | 5e                 |
| Relais 4 × 400 mètres | Joel Milburn      | 3 min 00.68  | 4e Q   | NC               | NC               | NC           | NC           | 3 min 00.02  | 5e                 |
| 20 km marche          | Chris Erickson    | NC           | NC     | NC               | NC               | NC           | NC           | DSQ          | /                  |
| 20 km marche          | Luke Adams        | NC           | NC     | NC               | NC               | NC           | NC           | 1h 19 min 57 | 6e                 |
| 20 km marche          | Jared Tallent     | NC           | NC     | NC               | NC               | NC           | NC           | 1h 19 min 42 | Médaille de bronze |
| 50 km marche          | Adam Rutter       | NC           | NC     | NC               | NC               | NC           | NC           | DNF          | /                  |
| 50 km marche          | Luke Adams        | NC           | NC     | NC               | NC               | NC           | NC           | 3h 47 min 45 | 10e                |
| 50 km marche          | Jared Tallent     | NC           | NC     | NC               | NC               | NC           | NC           | 3h 39 min 27 | Médaille d'argent  |
| Saut en longueur      | Fabrice Lapierre  | 7,90m        | 8e     | -                | -                | -            | -            | -            | -                  |
| Saut à la perche      | Paul Burgess      | 5,55m        | 9e     | -                | -                | -            | -            | -            | -                  |
| Saut à la perche      | Steven Hooker     | 5,65m        | 5e Q   | NC               | NC               | NC           | NC           | 5,96m        | Médaille d'or      |
| Lancer du poids       | Justin Anlezark   | 19,91m       | 9e     | -                | -                | -            | -            | -            | -                  |
| Lancer du poids       | Scott Martin      | 19,75m       | 10e    | -                | -                | -            | -            | -            | -                  |
| Lancer du disque      | Benn Harradine    | 58,55m       | 17e    | -                | -                | -            | -            | -            | -                  |
| Lancer du javelot     | Jarrod Bannister  | 79,79m       | 5e Q   | NC               | NC               | NC           | NC           | 83,45m       | 6e                 |

#### Femmes
| Épreuve              | Athlète           | Séries      | Séries | Quarts de finale | Quarts de finale | Demi-finales | Demi-finales | Finale       | Finale            |
| Épreuve              | Athlète           | Résultat    | Rang   | Résultat         | Rang             | Résultat     | Rang         | Résultat     | Rang              |
| -------------------- | ----------------- | ----------- | ------ | ---------------- | ---------------- | ------------ | ------------ | ------------ | ----------------- |
| 400 mètres           | Tamsyn Lewis      | 52.38       | 4e     | -                | -                | -            | -            | -            | -                 |
| 800 mètres           | Madeleine Pape    | 2 min 03.09 | 5e     | -                | -                | -            | -            | -            | -                 |
| 800 mètres           | Tamsyn Lewis      | 1 min 59.67 | 4e Q   | NC               | NC               | 2 min 01.41  | 8e           | -            | -                 |
| 1500 mètres          | Lisa Corrigan     | 4 min 16.32 | 9e     | -                | -                | -            | -            | -            | -                 |
| 1500 mètres          | Sarah Jamieson    | 4 min 06.64 | 5e     | -                | -                | -            | -            | -            | -                 |
| Marathon             | Kate Smith        | NC          | NC     | NC               | NC               | NC           | NC           | 2h 36 min 10 | 44e               |
| Marathon             | Lisa Weightman    | NC          | NC     | NC               | NC               | NC           | NC           | 2h 34 min 16 | 33e               |
| Marathon             | Benita Johnson    | NC          | NC     | NC               | NC               | NC           | NC           | 2h 32 min 06 | 21e               |
| 100 mètres haies     | Sally McLellan    | 12.83       | 2e Q   | NC               | NC               | 12.70        | 4e Q         | 12.64        | Médaille d'argent |
| 3 000 mètres steeple | Donna MacFarlane  | 9 min 32.05 | 9e     | -                | -                | -            | -            | -            | -                 |
| 3 000 mètres steeple | Victoria Mitchell | 9 min 47.88 | 13e    | -                | -                | -            | -            | -            | -                 |
| 20 km marche         | Kelie Wapshott    | NC          | NC     | NC               | NC               | NC           | NC           | 1h 37 min 59 | 39e               |
| 20 km marche         | Claire Woods      | NC          | NC     | NC               | NC               | NC           | NC           | 1h 33 min 02 | 27e               |
| 20 km marche         | Jane Saville      | NC          | NC     | NC               | NC               | NC           | NC           | 1h 31 min 17 | 19e               |
| Saut en longueur     | Bronwyn Thompson  | 6,53m       | 8e     | -                | -                | -            | -            | -            | -                 |
| Saut à la perche     | Alana Boyd        | 4,30m       | 8e     | -                | -                | -            | -            | -            | -                 |
| Lancer du disque     | Dani Samuels      | 61,72m      | 5e Q   | NC               | NC               | NC           | NC           | 60,15m       | 8e                |
| Heptathlon           | Kylie Wheeler     | NC          | NC     | NC               | NC               | NC           | NC           | 6369pts      | 10e               |

### Aviron
| Hommes - 1 de couple : - Peter Hardcastle - 2 de pointe : - Drew Ginn et Free Duncan, médaillés d'or - 2 de couple : - David Crawshay et Scott Brennan, médaillés d'or - 4 de pointe : - Matt Ryan, James Marburg, Cameron McKenzie-McHarg et Francis Hegerty, médaillés d'argent - 4 de couple : - Chris Morgan, James McRae, Brendan Long et Daniel Noonan - 8 de pointe : - David Dennis, Samuel Loch, James Chapman, Tom Laurich, Jeremy Stevenson, James Tomkins, Sam Conrad, Stephen Stewart et Marty Rabjohns - 2 de couple poids léger : - Samuel Beltz et Tom Gibson - 4 de pointe poids léger : - Rod Chisholm, Anthony Edwards, Ben Cureton et Todd Skipworth | Femmes - 1 de couple : - Pippa Savage - 2 de pointe : - Kim Crow et Sarah Cook - 2 de couple : - Catriona Sens et Sonia Mills - 4 de couple : - Zoe Uphill, Amber Bradley, Kerry Hore et Amy Ives - 8 de pointe : - Pauline Frasca, Brooke Pratley, Sally Kehoe, Natalie Bale, Elizabeth Kell, Kate Hornsey, Sarah Tait, Sarah Heard et Elizabeth Patrick - 2 de couple poids léger : - Amber Halliday et Marguerite Houston |

| Athlète(s)                                                            | Compétition                      | Série         | Série | Quart de finale | Quart de finale | Demi-finale   | Demi-finale | Finale                 | Finale            |
| Athlète(s)                                                            | Compétition                      | Temps         | Rang  | Temps           | Rang            | Temps         | Rang        | Temps                  | Rang              |
| --------------------------------------------------------------------- | -------------------------------- | ------------- | ----- | --------------- | --------------- | ------------- | ----------- | ---------------------- | ----------------- |
| Peter Hardcastle                                                      | Skiff                            | 7 min 17 s 74 | 2e    | 7 min 00 s 09   | 3e              | 7 min 32 s 79 | 6e          | Finale B 7 min 27 s 34 | 6e                |
| David Crawshay                                                        | Deux de couple                   | 6 min 21 s 39 | 1er   | NC              | NC              | 6 min 21 s 50 | 1er         | 6 min 27 s 77          | Médaille d'or     |
| Scott Brennan                                                         | Deux de couple                   | 6 min 21 s 39 | 1er   | NC              | NC              | 6 min 21 s 50 | 1er         | 6 min 27 s 77          | Médaille d'or     |
| Samuel Beltz                                                          | Deux de couple poids légers      | 6 min 19 s 15 | 3e    | 6 min 42 s 42   | 2e              | 6 min 32 s 32 | 5e          | -                      | -                 |
| Tom Gibson                                                            | Deux de couple poids légers      | 6 min 19 s 15 | 3e    | 6 min 42 s 42   | 2e              | 6 min 32 s 32 | 5e          | -                      | -                 |
| Chris Morgan James McRae Brendan Long Daniel Noonan                   | Quatre de couple                 | 5 min 36 s 20 | 1er   | NC              | NC              | 5 min 52 s 93 | 2e          | 5 min 44 s 68          | 4e                |
| Drew Ginn                                                             | Deux sans barreur                | 6 min 41 s 15 | 1er   | NC              | NC              | 6 min 34 s 29 | 1er         | 6 min 37 s 44          | Médaille d'or     |
| Duncan Free                                                           | Deux sans barreur                | 6 min 41 s 15 | 1er   | NC              | NC              | 6 min 34 s 29 | 1er         | 6 min 37 s 44          | Médaille d'or     |
| Ryan McKenzie James Marburg Francis Hegerty                           | Quatre sans barreur              | 6 min 00 s 40 | 1er   | NC              | NC              | 5 min 56 s 20 | 2e          | Finale A 6 min 07 s 85 | Médaille d'argent |
| Rod Chisolm Anthony Edwards Ben Cureton Todd Skipworth                | Quatre sans barreur poids légers | 5 min 55 s 18 | 3e    | NC              | NC              | 6 min 12 s 38 | 4e          | -                      | -                 |
| Dennis Loch Chapman Laurich Stevenson Tomkins Conrad Stewart Rabjohns | Huit                             | 6 min 55 s 59 | 4e    | 5 min 42 s 62   | 3e              | NC            | NC          | Finale A 5 min 35 s 10 | 6e                |

### Badminton
| - Simple hommes : - Stuart Gomez - Doubles hommes : - Ross Smith, Glenn Warfe | - Simple femmes : - Erin Carroll - Doubles dames : - Tania Luiz, Eugenia Tanaka |

#### Hommes
[modifier | modifier le code]
| Épreuve | Athlète      | 32éme de Finale                     | 16éme de Finale | Huitième de Finale                 | Quarts de finale | Demi-finales | Finale/ 3e place |
| Épreuve | Athlète      | Résultats                           | Résultat        | Résultat                           | Résultat         | Résultat     | Résultat         |
| ------- | ------------ | ----------------------------------- | --------------- | ---------------------------------- | ---------------- | ------------ | ---------------- |
| Simple  | Stuart Gomez | Kehlhoffner 1-2 (21-19/20-22/15-21) | -               | -                                  | -                | -            | -                |
| Double  | Ross Smith   | NC                                  | NC              | Logosz/Mateusiak 0-2 (13/21-16/21) | -                | -            | -                |
| Double  | Glenn Warfe  | NC                                  | NC              | Logosz/Mateusiak 0-2 (13/21-16/21) | -                | -            | -                |

### Basket-ball
L'équipe masculine s'est qualifiée en remportant le titre de champion d'Océanie 2007 aux dépens de la Nouvelle-Zélande dans une série au meilleur des trois matchs.
L'équipe féminine est qualifiée en raison de son titre de championne du monde obtenue lors des Championnats du monde 2006
| Hommes - David Andersen - Chris Anstey - David Barlow - Andrew Bogut - C.J. Bruton - Joe Ingles - Patrick Mills - Brad Newley - Matthew Nielsen - Shawn Redhage - Glen Saville - Mark Worthington | Femmes - Suzy Batkovic - Tully Bevilaqua - Rohanee Cox - Hollie Grima - Lauren Jackson - Erin Phillips - Emma Randall - Jennifer Screen - Belinda Snell - Laura Summerton - Penny Taylor - Kristi Harrower |

| Épreuve          | Phase de groupes    | Phase de groupes      | Phase de groupes       | Phase de groupes        | Phase de groupes        | Quart de Finale     | Demi-finale         | Finale / MB         | Rang |
| Épreuve          | Adversaire Résultat | Adversaire Résultat   | Adversaire Résultat    | Adversaire Résultat     | Adversaire Résultat     | Adversaire Résultat | Adversaire Résultat | Adversaire Résultat | Rang |
| ---------------- | ------------------- | --------------------- | ---------------------- | ----------------------- | ----------------------- | ------------------- | ------------------- | ------------------- | ---- |
| Tournoi masculin | Iran Victoire 71-49 | Croatie Défaite 78-85 | Lituanie Défaite 79-86 | Australie Défaite 80-95 | Argentine Défaite 79-91 | -                   | -                   | -                   | 9e   |

### Boxe
- Poids mouche (51 kg) :
  - Stephen Sutherland
- Poids coq (54 kg) :
  - Luke Boyd
- Poids plume (57 kg) :
  - Paul Flemming
- Poids léger (60 kg) :
  - Anthony Little
- Poids super-léger (64 kg) :
  - Todd Kidd
- Poids mi-moyen (69 kg) :
  - Gerard O'Mahony
- Poids moyen (75 kg) :
  - Jarrod Fletcher
- Poids lourd (91 kg) :
  - Brad Pitt
- Poids super-lourd (+ 91 kg) :
  - Daniel Beahan

| Athlète            | Catégorie                  | 16e de finale           | 8e de finale             | Quart de finale     | Demi-finale         | Finale              |
| Athlète            | Catégorie                  | Adversaire Résultat     | Adversaire Résultat      | Adversaire Résultat | Adversaire Résultat | Adversaire Résultat |
| ------------------ | -------------------------- | ----------------------- | ------------------------ | ------------------- | ------------------- | ------------------- |
| Stephen Sutherland | Poids mouches (-51Kg)      | Cherif Défaite 2-14     | -                        | -                   | -                   | -                   |
| Luke Boyd          | Poids coqs (-54Kg)         | Ikgopoleng Défaite 8-18 | -                        | -                   | -                   | -                   |
| Paul Flemming      | Poids plumes (-57Kg)       | Djelkhir Défaite 9-13   | -                        | -                   | -                   | -                   |
| Anthony Little     | Poids légers (-60Kg)       | Indongo Victoire 14-2   | Tishchenko Défaite 3-11  | -                   | -                   | -                   |
| Todd Kidd          | Poids super-légers (-64Kg) | Moussaid Défaite 2-23   | -                        | -                   | -                   | -                   |
| Gerard O'Mahony    | Poids welters (-69Kg)      | Grushak Défaite 2-7     | -                        | -                   | -                   | -                   |
| Jarrod Fletcher    | Poids moyens (-75Kg)       | Correa Défaite 4-17     | -                        | -                   | -                   | -                   |
| Brad Pitt          | Poids lourds (-91Kg)       | NC                      | Arjaoui Défaite 6-11     | -                   | -                   | -                   |
| Daniel Beahan      | Poids super-lourds (+91Kg) | NC                      | Myrsatayev Défaite RSC 1 | -                   | -                   | -                   |

### Canoë-Kayak

#### Eaux calmes
| Hommes - 1 000 m, Kayak monoplace (K1) : - Ken Wallace, médaillé de bronze - 500 m, Kayak monoplace (K1) : - Ken Wallace, médaillé d'or - 500 m, Kayak biplace (K2) : - Clint Robinson et Jacob Clear - 1 000 m, Kayak à quatre (K4) : - Dave Smith, Tony Schumacher, Tate Smith et Clint Robinson - 1 000 m, Canoë monoplace (C1) : - Torsten Lachmann - 500 m, Canoë monoplace (C1) : - Torsten Lachmann | Femmes - 500 m, Kayak monoplace (K1) : - Chantal Meek - 500 m, Kayak biplace (K2) : - Hannah Davis et Lyndsie Fogarty - 500 m, Kayak à quatre (K4) : - Lisa Oldenhof, Hannah Davis, Chantal Meek et Lyndsie Fogarty, médaillées de bronze |

| Athlète          | Compétition | Éliminatoires  | Éliminatoires | Demi-finales   | Demi-finales | Finale A       | Finale A           |
| Athlète          | Compétition | Temps          | Rang          | Temps          | Rang         | Temps          | Rang               |
| ---------------- | ----------- | -------------- | ------------- | -------------- | ------------ | -------------- | ------------------ |
| Ken Wallace      | K1 500m     | 1 min 36 s 208 | 2e            | 1 min 43 s 340 | 3e           | 1 min 37 s 252 | Médaille d'or      |
| Ken Wallace      | K1 1000m    | 3 min 30 s 306 | 2e            | 3 min 33 s 255 | 1er          | 3 min 29 s 193 | Médaille de bronze |
| Clint Robinson   | K2 500m     | 1 min 31 s 712 | 6e            | 1 min 33 s 839 | 7e           | -              | -                  |
| Jacob Clear      | K2 500m     | 1 min 31 s 712 | 6e            | 1 min 33 s 839 | 7e           | -              | -                  |
| David Smith      | K4 1000m    | 3 min 00 s 920 | 5e            | 3 min 02 s 743 | 4e           | -              | -                  |
| Tony Schumacher  | K4 1000m    | 3 min 00 s 920 | 5e            | 3 min 02 s 743 | 4e           | -              | -                  |
| Tate Smith       | K4 1000m    | 3 min 00 s 920 | 5e            | 3 min 02 s 743 | 4e           | -              | -                  |
| Clint Robinson   | K4 1000m    | 3 min 00 s 920 | 5e            | 3 min 02 s 743 | 4e           | -              | -                  |
| Torsten Lachmann | C1 500m     | 2 min 00 s 594 | 7e            | 1 min 59 s 119 | 7e           | -              | -                  |
| Torsten Lachmann | C1 1000m    | 4 min 15 s 188 | 5e            | 4 min 09 s 792 | 6e           | -              | -                  |

#### Slalom
| Hommes - Kayak monoplace (K1) : - Warwick Draper - Canoë monoplace (C1) : - Robin Bell, médaillé de bronze - Canoë biplace (C2) : - Mark Bellofiore et Lachlan Milne | Femmes - Kayak monoplace (K1) : - Jacqueline Lawrence, médaillée d'argent |

| Athlète         | Compétition | Éliminatoires | Éliminatoires | Demi-finales | Demi-finales | Finale A   | Finale A           |
| Athlète         | Compétition | Temps         | Rang          | Temps        | Rang         | Temps      | Rang               |
| --------------- | ----------- | ------------- | ------------- | ------------ | ------------ | ---------- | ------------------ |
| Warwick Draper  | K1          | 172.58 pts    | 10e           | 86.09 pts    | 2e           | 177.85 pts | 5e                 |
| Robin Bell      | C1          | 176.54 pts    | 7e            | 91.16 pts    | 5e           | 180.59 pts | Médaille de bronze |
| Mark Bellofiore | C2          | 202.82 pts    | 9e            | 104.17 pts   | 7e           | -          | -                  |
| Lachie Milne    | C2          | 202.82 pts    | 9e            | 104.17 pts   | 7e           | -          | -                  |

### Cyclisme

#### Route
| Hommes - Contre la montre indiv. : - Michael Rogers - Cadel Evans - Course : - Stuart O'Grady - Simon Gerrans - Matthew Lloyd - Cadel Evans - Michael Rogers | Femmes - Contre la montre indiv. : - Oenone Wood - Course : - Katherine Bates - Sara Carrigan - Oenone Wood |

| Athlète        | Compétition      | Temps         | Rang |
| -------------- | ---------------- | ------------- | ---- |
| Michael Rogers | Course en ligne  | 6 h 23 min 49 | 5e   |
| Cadel Evans    | Course en ligne  | 6 h 24 min 11 | 14e  |
| Matthew Lloyd  | Course en ligne  | 6 h 26 min 17 | 30e  |
| Simon Gerrans  | Course en ligne  | 6 h 26 min 17 | 36e  |
| Cadel Evans    | Contre-la-montre | 1 h 03 min 34 | 5e   |
| Michael Rogers | Contre-la-montre | 1 h 04 min 46 | 8e   |

#### Piste
| Hommes - Vitesse indiv. : - Ryan Bayley - Mark French - Poursuite indiv. : - Brett Lancaster - Bradley McGee - Course aux points : - Cameron Meyer - Keirin : - Ryan Bayley - Shane Kelly - Vitesse par équipes : - Daniel Ellis, Mark French, Shane Kelly et Ryan Bayley - Poursuite par équipes : - Jack Bobridge, Mark Jamieson, Bradley McGee et Luke Roberts | Femmes - Vitesse indiv. : - Anna Meares, médaillée d'argent - Poursuite indiv. : - Katie Mactier - Course aux points : - Katherine Bates |

| Athlète     | Compétition | 1er round | Repêchage | Demi-Finales | Finale |
| Athlète     | Compétition | Rang      | Rang      | Rang         | Rang   |
| ----------- | ----------- | --------- | --------- | ------------ | ------ |
| Shane Kelly | Keirin      | 2e        | NC        | 2e           | 4e     |
| Ryan Bayley | Keirin      | 1er       | NC        | 6            | 8e (B) |

| Athlète     | Compétition   | Qualification        | Qualification | 1/16 de finale (Repêchage)      | 1/8 de finale (Repêchage)       | Quart de finale                 | Demi-finale                     | Finale                          | Finale |
| Athlète     | Compétition   | Temps Vitesse (km/h) | Rang          | Adversaire Temps Vitesse (km/h) | Adversaire Temps Vitesse (km/h) | Adversaire Temps Vitesse (km/h) | Adversaire Temps Vitesse (km/h) | Adversaire Temps Vitesse (km/h) | Rang   |
| ----------- | ------------- | -------------------- | ------------- | ------------------------------- | ------------------------------- | ------------------------------- | ------------------------------- | ------------------------------- | ------ |
| Mark French | Sprint hommes | 10 s 337             | 10e           | Bos Défaite                     | -                               | -                               | -                               | -                               |        |
| Ryan Bayley | Sprint hommes | 10 s 362             | 12e           | Awang Victoire 10.762           | Levy Défaite                    | -                               | -                               | -                               |        |

| Athlète      | Compétition         | Qualification        | Qualification | Demi-finale                     | Finale                          | Finale |
| Athlète      | Compétition         | Temps Vitesse (km/h) | Rang          | Adversaire Temps Vitesse (km/h) | Adversaire Temps Vitesse (km/h) | Rang   |
| ------------ | ------------------- | -------------------- | ------------- | ------------------------------- | ------------------------------- | ------ |
| Daniel Ellis | Vitesse par équipes | 44 s 335             | 5e            | Pays-Bas Victoire 44 s 090      | 44 s 022                        | 4e     |
| Mark French  | Vitesse par équipes | 44 s 335             | 5e            | Pays-Bas Victoire 44 s 090      | 44 s 022                        | 4e     |
| Shane Kelly  | Vitesse par équipes | 44 s 335             | 5e            | Pays-Bas Victoire 44 s 090      | 44 s 022                        | 4e     |

| Athlète         | Compétition                      | Qualification                     | Qualification                     | Demi-finales                     | Match pour le bronze                    | Match pour le bronze | Finale                   | Finale |
| Athlète         | Compétition                      | Temps Vitesse                     | Rang                              | Adversaire Temps Vitesse         | Adversaire Temps Vitesse                | Rang                 | Adversaire Temps Vitesse | Rang   |
| --------------- | -------------------------------- | --------------------------------- | --------------------------------- | -------------------------------- | --------------------------------------- | -------------------- | ------------------------ | ------ |
| Brett Lancaster | Poursuite individuelle masculine | Sanchez Défaite 4 min 26 s 139    | Sanchez Défaite 4 min 26 s 139    | -                                | -                                       | -                    | -                        | -      |
| Bradley McGee   | Poursuite individuelle masculine | O'Loughlin Défaite 4 min 26 s 084 | O'Loughlin Défaite 4 min 26 s 084 | -                                | -                                       | -                    | -                        | -      |
| Jack Bobridge   | Poursuite par équipes            | 4 min 02 s 041                    | 3e                                | Pays-Bas Victoire 3 min 58 s 633 | Nouvelle-Zélande Défaite 3 min 59 s 006 | 4e                   | -                        | -      |
| Mark Jamieson   | Poursuite par équipes            | 4 min 02 s 041                    | 3e                                | Pays-Bas Victoire 3 min 58 s 633 | Nouvelle-Zélande Défaite 3 min 59 s 006 | 4e                   | -                        | -      |
| Bradley McGee   | Poursuite par équipes            | 4 min 02 s 041                    | 3e                                | Pays-Bas Victoire 3 min 58 s 633 | Nouvelle-Zélande Défaite 3 min 59 s 006 | 4e                   | -                        | -      |
| Luke Roberts    | Poursuite par équipes            | 4 min 02 s 041                    | 3e                                | Pays-Bas Victoire 3 min 58 s 633 | Nouvelle-Zélande Défaite 3 min 59 s 006 | 4e                   | -                        | -      |
| Graeme Brown    | Poursuite par équipes            | 4 min 02 s 041                    | 3e                                | Pays-Bas Victoire 3 min 58 s 633 | Nouvelle-Zélande Défaite 3 min 59 s 006 | 4e                   | -                        | -      |

| Athlète       | Compétition       | Points | Rang |
| ------------- | ----------------- | ------ | ---- |
| Cameron Meyer | Course aux points | 36     | 4e   |

#### VTT
| Hommes - Cross-country : - Daniel McConnell | Femmes - Cross-country : - Dellys Starr |

| Athlète          | Compétition              | Temps    | Rang |
| ---------------- | ------------------------ | -------- | ---- |
| Daniel McConnell | Cross-country VTT hommes | + 2 Tour | 39e  |

#### BMX
| Hommes - Luke Madill - Kamakazi - Jared Graves | Femmes - Tanya Bailey - Nicole Callisto |

| Athlète      | Compétition | Qualifications | Qualifications | Quarts de finale | Quarts de finale | Quarts de finale | Quarts de finale | Quarts de finale | Demi-finales | Demi-finales | Demi-finales | Demi-finales | Demi-finales | Finale         | Finale |
| Athlète      | Compétition | Résultat       | Rang           | Manche 1         | Manche 2         | Manche 3         | Total            | Rang             | Manche 1     | Manche 2     | Manche 3     | Total        | Rang         | Résultat       | Rang   |
| ------------ | ----------- | -------------- | -------------- | ---------------- | ---------------- | ---------------- | ---------------- | ---------------- | ------------ | ------------ | ------------ | ------------ | ------------ | -------------- | ------ |
| Jared Graves | BMX hommes  | 36 s 372       | 11e            | 1                | 2                | 1                | 4                | 1er              | 2            | 5            | 3            | 10           | 3e           | 2 min 19 s 233 | 6e     |
| Kamakazi     | BMX hommes  | 36 s 492       | 15e            | 7                | 3                | 3                | 13               | 4e               | 7            | 6            | 5            | 18           | 6e           | -              | -      |
| Luke Madill  | BMX hommes  | 36 s 795       | 22e            | 6                | 8                | 4                | 18               | 7e               | -            | -            | -            | -            | -            | -              | -      |

### Équitation
| Individuel - Dressage : - Kristy Oatley - Hayley Beresford - Heath Ryan - Saut d'obstacles : - Laurie Lever - Peter McMahon - Edwina Alexander - Matt Williams - Concours : - Lucinda Fredericks - Megan Jones - Clayton Fredericks - Sonja Johnson - Shane Rose | Par équipes - Dressage : - Heath Ryan, Hayley Beresford, Kristy Oatley - Saut d'obstacles : - Laurie Lever, Peter McMahon, Edwina Alexander, Matt Williams - Concours : - Lucinda Fredericks, Megan Jones, Clayton Fredericks, Sonja Johnson, Shane Rose |

### Escrime
Femmes
- Fleuret individuel :
  - Joanna Halls
- Epée individuelle :
  - Amber Parkinson

### Football
Hommes
- Mark Bridge
- Leigh Broxham
- David Carney
- Billy Celesky
- Adam Federici
- James Holland
- Neil Kilkenny
- Adrian Leijer
- Trent McClenahan
- Mark Milligan
- Stuart Musialik
- Jade North
- Chris O'Connor
- Nikita Rukavytsya
- Kristian Sarkies
- Matt Simon
- Matthew Spiranovic
- Archie Thompson
- Nikolai Topor-Stanley
- James Troisi
- Tando Velaphi
- Ruben Zadkovich

### Gymnastique

#### Artistique
| Hommes - Qualifications indiv. : - Sam Simpson | Femmes - Multiple indiv. : - Georgia Bonora - Shona Morgan - Par équipes : - Ashleigh Brennan - Daria Joura - Lauren Mitchell - Olivia Vivian - Georgia Bonora - Shona Morgan |

#### Rythmique
Concours Général Indiv.
- Naazmi Johnston

#### Trampoline
Hommes
- Ben Wilden

### Haltérophilie
| Hommes - + 105 kg : - Damon Kelly | Femmes - 75 kg : Deborah Lovely |

### Hockey sur gazon
L'équipe masculine a remporté la médaille de bronze.
| Hommes - Des Abbott - Travis Brooks - Kiel Brown - Liam de Young - Luke Doerner - Jamie Dwyer - Bevan George - David Guest - Rob Hammond - Fergus Kavanagh - Mark Knowles - Stephen Lambert - Eli Matheson - Stephen Mowlam - Eddie Ockenden - Andrew Smith - Grant Schubert - Matthew Wells | Femmes - Jessica Arrold - Teneal Attard - Madonna Blyth - Toni Cronk - Casey Eastham - Emily Halliday - Kate Hollywood - Nicole Hudson - Rachel Imison - Angela Lambert - Shelly Liddelow - Kobie McGurk - Hope Munro - Megan Rivers - Renée Trost - Kim Walker - Melanie Wells - Sarah Young |

### Judo
| Hommes - 60 kg : - Matthew D'Aquino - 66 kg : - Steven Brown - 73 kg : - Dennis Iverson - 81 kg : - Mark Anthony - 90 kg : - Daniel Kelly - 100 kg : - Matt Celotti - + 100 kg : - Semir Pepic | Femmes - 48 kg : - Tiffany Day - 52 kg : - Kristie-Anne Ryder - 57 kg : - Maria Pekli - 63 kg : - Catherine Arlove - 78 kg : - Stephanie Grant - + 78 kg : - Janelle Sheperd |

### Lutte

#### Gréco-romaine
Hommes
- 74 kg :
  - Hassan Shahsavan

#### Libre
| Hommes - 74 kg : - Ali Abdo - 84 kg : - Sandeep Kumar | Femmes - 48 kg : - Kyla Bremner |

### Sports aquatiques

#### Natation
| Hommes - 50 m nage libre : - Eamon Sullivan - Ashley Callus - 100 m nage libre : - Eamon Sullivan, médaillé d'argent - Matt Targett - 200 m nage libre : - Kenrick Monk - Nicholas Sprenger - 400 m nage libre : - Grant Hackett - Craig Stevens - 1500 m nage libre : - Grant Hackett, médaillé d'argent - Craig Stevens - 100 m papillon : - Andrew Lauterstein, médaillé de bronze - Adam Pine - 200 m papillon : - Travis Nederpelt - 100 m brasse : - Brenton Rickard - Christian Sprenger - 200 m brasse : - Brenton Rickard, médaillé d'argent - Christian Sprenger - 100 m dos : - Ashley Delaney - Hayden Stoeckel, médaillé de bronze - 200 m dos : - Hayden Stoeckel - Ashley Delaney - 200 m 4 nages indiv. : - Leith Brodie - 400 m 4 nages indiv. : - Travis Nederpelt - 10 km marathon : - Ky Hurst - 4 × 100 m nage libre : - Eamon Sullivan, Matt Targett, Andrew Lauterstein, Ashley Callus, Patrick Murphy et Leith Brodie, médaillés de bronze - 4 × 200 m nage libre : - Leith Brodie, Patrick Murphy, Grant Brits, Nick Ffrost, Kirk Palmer et Grant Hackett, médaillés de bronze | Femmes - 50 m nage libre : - Lisbeth Trickett - Cate Campbell, médaillé de bronze - 100 m nage libre : - Lisbeth Trickett - Cate Campbell - 200 m nage libre - Bronte Barratt - Linda MacKenzie - 400 m nage libre - Linda MacKenzie - Bronte Barratt - 800 m nage libre - Kylie Palmer - 100 m dos - Emily Seebohm - Sophie Edington - 200 m dos - Meagen Nay - Belinda Hocking - 100 m brasse - Leisel Jones - Tarnee White - 200 m brasse - Leisel Jones - Sally Foster - 100 m papillon - Libby Trickett - Jessicah Schipper - 200 m papillon - Jessicah Schipper - Samantha Hamill - 200 m 4 nages - Stephanie Rice - Alicia Coutts - 400 m 4 nages - Stephanie Rice - Samantha Hamill - 4 × 100 m nage libre - Libby Trickett - Cate Campbell - Melanie Schlanger - Alice Mills - Shayne Reese - Angie Bainbridge - 4 × 200 m nage libre - Bronte Barratt - Linda MacKenzie - Angie Bainbridge - Lara Davenport - Melanie Schlanger - Kylie Palmer - Felicity Galvez |

#### Natation synchronisée
- Duo
  - Myriam Glez et Erika Leal-Ramirez
- Par équipes
  - Myriam Glez, Erika Leal-Ramirez, Eloise Amberger, Coral Bentley, Sarah Bombell, Tamika Domrow, Tarren Otte, Samantha Reid et Bethany Walsh

#### Plongeon
| Hommes - Tremplin 3 m : - Matthew Mitcham - Robert Newbery - Haut-vol 10 m : - Matthew Mitcham, médaillé d'or - Mathew Helm - Tremplin 3 m synchronisé : - Scott Robertson et Robert Newbery - Haut-vol 10 m synchronisé : - Mathew Helm et Robert Newbery | Femmes - Tremplin 3 m : - Sharleen Stratton - Chantelle Newbery - Haut-vol 10 m : - Alexandra Croak - Melissa Wu - Tremplin 3 m synchronisé : - Briony Cole et Sharleen Stratton - Haut-vol 10 m synchronisé: - Briony Cole et Melissa Wu, médaillées d'argent |

#### Water-Polo
L'équipe féminine de water-polo a remporté la médaille de bronze lors de ces Jeux olympiques.
| Hommes - Jamie Beadsworth - Richie Campbell - Pietro Figlioli - Trent Franklin - Rhys Howden - Sam McGregor - Robert Maitland - Anthony Martin - Tim Neesham - James Stanton - Rafael Sterk - Thomas Whalan - Gavin Woods | Femmes - Gemma Beadsworth - Nikita Cuffe - Suzie Fraser - Taniele Gofers - Kate Gynther - Amy Hetzel - Bronwen Knox - Emma Knox - Alicia McCormack - Melissa Rippon - Rebecca Rippon - Jenna Santoromito - Mia Santoromito |

### Pentathlon moderne
Femmes
- Angie Darby

### Softball
Femmes
- Jodie Bowering
- Kylie Cronk
- Kelly Hardie
- Tanya Harding
- Sandy Lewis
- Simmone Morrow
- Tracey Mosley
- Stacey Porter
- Melanie Roche
- Justine Smethurst
- Danielle Stewart
- Natalie Titcume
- Natalie Ward
- Belinda Wright
- Kerry Wyborn

### Taekwondo
| Hommes - - 58 kg : - Ryan Carneli - - 68 kg : - Burak Hasan | Femmes - - 67 kg : - Tina Morgan - + 67 kg : - Carmen Marton |

### Tennis
| Hommes - Simple : - Chris Guccione - Lleyton Hewitt - Double : - Chris Guccione et Lleyton Hewitt - Jordan Kerr et Paul Hanley | Femmes - Simple : - Samantha Stosur - Casey Dellacqua - Alicia Molik - Double : - Casey Dellacqua et Alicia Molik - Samantha Stosur et Rennae Stubbs |

### Tennis de table
| Hommes - Simple : - William Henzell - Kyle Davis - David Zalcberg - Par équipes : - William Henzell, Kyle Davis et David Zalcberg | Femmes - Simple : - Miao Miao - Jian Fang Lay - Stephanie Xu Sang - Par équipes : - Miao Miao, Jian Fang Lay et Stephanie Xu Sang |

### Tir
| Hommes - 10 m rifle à air : - Benjamin Burge - Matthew Robert Inabinet - 50 m rifle couché : - Benjamin Burge - Warren Potent, médaillé de bronze - 50 m rifle 3 positions : - Benjamin Burge - Matthew Robert Inabinet - 50 m pistolet : - Daniel Repacholi - David Moore - 25 m pistolet feu rapide : - Bruce Quick - 10 m pistolet à air : - Daniel Repacholi - David Moore - Trap : - Craig Henwood - Michael Diamond - Double trap : - Russell Mark - Skeet : - Paul Rahman - George Barton | Femmes - 10 m rifle à air : - Robyn Van Nus - Susan McCready - 50 m rifle 3 positions : - Robyn Van Nus - Susan McCready - 10 m pistolet à air : - Dina Aspandiyarova - Lalita Yauhleuskaya - 25 m pistolet : - Dina Aspandiyarova - Lalita Yauhleuskaya - Trap : - Stacy Roiall - Skeet : - Natalia Rahman |

### Tir à l'arc
| Hommes - Épreuves individuelles : - Michael Naray - Sky Kim - Matthew Gray - Épreuves par équipes : - Michael Naray, Sky Kim et Matthew Gray | Femmes - Épreuves individuelles : - Alexandra Feeney - Jane Waller |

### Triathlon
| Hommes - Brad Kahlefeldt - Courtney Atkinson | Femmes - Emma Snowsill, médaillée d'or - Emma Moffatt, médaillée de bronze - Erin Densham |

### Voile
| Hommes - Laser : - Tom Slingsby - 470 : - Nathan Wilmot et Malcolm Page, médaillés d'or - Star : - Iain Murray et Andrew Palfrey - Finn : - Anthony Nossiter - Tornado : - Darren Bundock et Glenn Ashby - 49er : - Nathan Outteridge et Ben Austin | Femmes - 470 : - Elise Rechichi et Tessa Parkinson - Yngling : - Krystal Weir, Karyn Gojnich et Angela Farrell - RS:X : - Jessica Crisp - Laser radial : - Sarah Blanck |

### Volley-ball

#### Beach-volley
| Femmes - Tamsin Barnett et Natalie Cook | Hommes - Andrew Schacht et Joshua Slack |